# Limassolla aureata
Limassolla aureata är en insektsart som först beskrevs av Mahmood 1967.  Limassolla aureata ingår i släktet Limassolla och familjen dvärgstritar.
Artens utbredningsområde är Singapore. Inga underarter finns listade i Catalogue of Life.